# Plagiolepis squamifera
Plagiolepis squamifera är en myrart som beskrevs av Mayr 1868. Plagiolepis squamifera ingår i släktet Plagiolepis och familjen myror. Inga underarter finns listade i Catalogue of Life.